# Ninja (streamer)
Ninja (egentligt navn Tyler Blevins, født 5. juni 1991) er en amerikansk professionel gamer, streamer og internetpersonlighed, bosiddende i Chicago, Illinois. Han er bedst kendt for sine streams på platformen Twitch, hvor han primært spiller Fortnite og andre Battle Royale-spil, såsom PlayerUnknown's Battlegrounds (PUBG) og Z1 Battle Royale. Ninja har opnået enorm popularitet med sine gamingfærdigheder, personlighed og interaktion med sit publikum.

## Tidligt liv og karriere
Blevins begyndte sin gamingkarriere i en tidlig alder og deltog i turneringer for Halo-serien. Han skiftede fokus til streaming på Twitch i 2011 og opnåede gradvist en større følgerskare. Hans popularitet eksploderede i 2018, da han regelmæssigt spillede Fortnite med kendte personaliteter, såsom Drake og Marshmello, hvilket tiltrak et stort publikum.

## Streaming og indhold
Ninja er hovedsageligt kendt for sine Fortnite-streams, men han spiller også en række andre spil, herunder Valorant, Apex Legends og Call of Duty: Warzone. Hans streams er kendt for hans spilniveau, attitude og interaktion med chatten. Udover gaming streams laver Ninja også vlogs, udfordringer og samarbejder med andre indholdsskabere.

## Succes og indflydelse
Ninja er en af de mest populære streamere på Twitch med over 19 millioner følgere. Han har modtaget flere priser og anerkendelser, herunder en Streamy Award for "Årets Gamer" i 2018. Hans succes har gjort ham til en global gaming-ikon og inspirationskilde for mange unge gamere.

## Kontroverser
Ninja har også været involveret i nogle kontroverser, herunder kritik for brug af racistiske udtryk og indgåelse af kontroversielle sponsorater.

## Personligt liv
Ninja er gift med Jessica Blevins, som også er streamer og internetpersonlighed. De har en søn sammen.

## Film og TV
| År   | Titel                    | Rolle     | Noter                                                        |
| ---- | ------------------------ | --------- | ------------------------------------------------------------ |
| 2015 | Family Feud              | Himself   | Contestant                                                   |
| 2019 | Celebrity Family Feud    | Himself   | Episode: "Ninja vs. Juju and Jerry Springer vs. Doug Flutie" |
| 2019 | The Masked Singer        | Ice Cream | Season 2                                                     |
| 2021 | Nickelodeon's Unfiltered | Himself   | Episode: "Donut vs. The Volcano"                             |
| 2022 | Duncanville              | Slayer    | Episode: "Gamer vs. Gamer"                                   |
| 2022 | Home Economics           | Himself   | Episode: "Melatonin 10 Mg Tablets, $14.99"                   |

### Film
| År   | Titel                             | Rolle         | Noter | Ref. |
| ---- | --------------------------------- | ------------- | ----- | ---- |
| 2021 | Free Guy                          | Himself       | Cameo |      |
| 2022 | Hotel Transylvania: Transformania | Party Monster | Voice |      |

## Priser og nomineringer
| År   | Pris                 | Kategori                    | Resultat  | Ref. |
| ---- | -------------------- | --------------------------- | --------- | ---- |
| 2018 | Streamy Awards       | Breakout Creator            | Nominated |      |
| 2018 | Streamy Awards       | Creator of the Year         | Nominated |      |
| 2018 | Streamy Awards       | Gaming                      | Won       |      |
| 2018 | Streamy Awards       | Live Streamer               | Won       |      |
| 2018 | The Game Awards 2018 | Content Creator of the Year | Won       |      |
| 2019 | Shorty Awards        | Twitch Streamer of the Year | Won       |      |
| 2019 | Streamy Awards       | Creator of the Year         | Nominated |      |
| 2019 | Streamy Awards       | Live Streamer               | Won       |      |
| 2020 | Kids' Choice Awards  | Favorite Gamer              | Nominated |      |
| 2020 | Streamy Awards       | Live Streamer               | Nominated |      |
| 2021 | Kids' Choice Awards  | Favorite Male Social Star   | Nominated |      |

## Links
- Ninjas Twitch-kanal: https://www.twitch.tv/ninja: https://www.twitch.tv/ninja
- Ninjas YouTube-kanal: https://www.youtube.com/user/NinjasHyper:https://www.youtube.com/user/NinjasHyper
- Ninjas Twitter: https://twitter.com/Ninja: https://twitter.com/Ninja